# Acraga perbrunnea
Acraga perbrunnea is een vlinder uit de familie van de Dalceridae. De wetenschappelijke naam van de soort is voor het eerst geldig gepubliceerd in 1927 door Dyar.